# 木蘭府
木蘭府，是明代雲南承宣布政使司下轄的一個府，洪武十五年三月為府，後廢，其今地待攷。